# Direttore scientifico
Il direttore scientifico è la figura professionale che nell'ambito di una organizzazione dirige, promuove e coordina l'attività scientifica in un determinato settore d'attività o disciplina.

## Ambiti

### Sanità
In ambito sanitario è responsabile della ricerca scientifica e ne gestisce il budget, concordato annualmente con il direttore generale, sulla base del bilancio approvato e degli indirizzi del consiglio di amministrazione.
Il direttore scientifico esprime parere obbligatorio al direttore generale sulle determinazioni inerenti alle attività cliniche e scientifiche, le assunzioni e l'utilizzo del personale medico e sanitario non medico. Prevedono questa figure tra l'altro l'Istituto ortopedico Rizzoli, il Policlinico di Milano, l'Istituto nazionale tumori e in generale tutti gli istituti di ricovero e cura a carattere scientifico (IRCCS).
Il direttore scientifico negli IRCCS è nominato dal ministro della Sanità, sentito il presidente della Regione ove ha sede l'istituto. La nomina dei direttori scientifici è regolamentata dal DPR 42 del 26 febbraio 2007.

### Editoria
In editoria il direttore scientifico è il responsabile dei contenuti di pubblicazioni enciclopediche, periodici e riviste a carattere scientifico, fermo restando le responsabilità di fronte alla legge del direttore responsabile.

### Beni culturali
La figura del direttore scientifico è prevista anche nel campo dei beni culturali in musei e siti archeologici.